# Račice (Třebíči járás)
Račice település Csehországban, a Třebíči járásban. Račice Zárubice, Hrotovice, Myslibořice, Odunec és Krhov településekkel határos. Lakosainak száma 91 fő (2024. január 1.).

## Népesség
A település lakosságának változását az alábbi diagram mutatja:
| Lakosok száma | 130  | 142  | 176  | 144  | 106  | 77   | 81   | 84   | 88   | 91   |
|               | 1869 | 1890 | 1921 | 1950 | 1980 | 2001 | 2017 | 2019 | 2022 | 2024 |